# チクロ (THE SLUT BANKSのアルバム)
『チクロ』は、THE SLUT BANKSの5枚目のアルバム。

## 内容
オリジナル・アルバムとしては「EVIL THE DRAGON　死霊遊戯」以来、約12年ぶり、再結成後としては初のアルバムとしている。

### 主な記録
オリコンチャートでは「死霊の激愛」以来、14年半ぶりに100位以内にランクインし、最高順位を66位に更新した。

## 批評
BARKSの増田勇一は「砂糖の何十倍も甘みが強いとされるその甘い毒と同様に、THE SLUT BANKSのロックンロールには、世間一般のそれと比べて過度に濃厚で刺激的なところがある」と評した。

## 収録曲
1. METAL MIND
2. CANDY
3. ONLY YOU
4. コヒワヅラヒ
5. 毒溜り
6. Pandemic Dance
プロモーションビデオが制作されている[7]。
7. 狼狽
8. グラビアの少女
9. 2011年のコト
10. Crying Beggars
11. 弾道
12. 綺麗な悪戯

## レコーディング参加
- 板谷祐 - ボーカル
- 石井ヒトシ - ギター、コーラス
- 戸城憲夫 - ベース
- 満園英二 - ドラム
- 横関敦 - ギター